# Zuani
 Zuani  là một xã ở tỉnh Haute-Corse trên đảo Corse, Pháp. Xã này có diện tích 5,16 km², dân số năm 1999 là 51 người. Khu vực này có độ cao trung bình 690 mét trên mực nước biển.